# Prix Johan-Skytte
Le prix Johan-Skytte en science politique (en suédois : Skytteanska priset) a été créé en 1995 par la Fondation Johan-Skytte de l'université d'Uppsala. Il est considéré comme le « prix Nobel des sciences politiques,. » 
La Fondation provient elle-même d'une donation de 1622 de l'homme d'État suédois et chancelier de l'université Johan Skytte (en).
Le prix, accompagné de 500 000 couronnes suédoises, soit environ 50 000 euros est remis « à l'universitaire qui, du point de vue de la Fondation, a apporté la contribution la plus importante à la science politique. »  

## Lauréats
| Année | Récipiendaire              | Nationalité                     | Institution                                                                           |
| ----- | -------------------------- | ------------------------------- | ------------------------------------------------------------------------------------- |
| 1995  | Robert Alan Dahl           | États-Unis                      | Professeur émérite, université Yale                                                   |
| 1996  | Juan José Linz             | Espagne Allemagne États-Unis    | Professeur émérite, université Yale                                                   |
| 1997  | Arend Lijphart             | Royaume-Uni Pays-Bas États-Unis | Professeur, université de Californie à San Diego                                      |
| 1998  | Alexander L. George        | États-Unis                      | Professeur, université Stanford                                                       |
| 1999  | Elinor Claire Ostrom       | États-Unis                      | Professeure, université de l'Indiana à Bloomington                                    |
| 2000  | Fritz W. Scharpf (en)      | Allemagne                       | Professeur, Institut Max-Planck                                                       |
| 2001  | Brian Barry                | Royaume-Uni États-Unis          | Professeur, université Columbia                                                       |
| 2002  | Sidney Verba               | États-Unis                      | Professeur, université Harvard                                                        |
| 2003  | Hanna Fenichel Pitkin      | Allemagne États-Unis            | Professeure émérite, université de Californie à Berkeley                              |
| 2004  | Jean Blondel               | France                          | Professeur, Institut universitaire européen                                           |
| 2005  | Robert Owen Keohane        | États-Unis                      | Professeur, université de Princeton                                                   |
| 2006  | Robert David Putnam        | États-Unis                      | Professeur, université Harvard                                                        |
| 2007  | Theda Skocpol              | États-Unis                      | Professeure, université Harvard                                                       |
| 2008  | Rein Taagepera (en)        | Estonie États-Unis              | Professeur, université de Tartu Professeur émérite, université de Californie à Irvine |
| 2009  | Philippe C. Schmitter (en) | États-Unis                      | Professeur émérite, Institut universitaire européen (Florence), université Stanford   |
| 2010  | Adam Przeworski            | Pologne États-Unis              | Professeur, université de New York                                                    |
| 2011  | Ronald F. Inglehart        | États-Unis                      | Professeur, université du Michigan                                                    |
| 2011  | Pippa Norris               | Royaume-Uni États-Unis          | Professeure, université Harvard                                                       |
| 2012  | Carole Pateman             | Royaume-Uni États-Unis          | Professeure émérite, université de Californie à Los Angeles                           |
| 2013  | Robert Marshall Axelrod    | États-Unis                      | Professeur, université du Michigan                                                    |
| 2014  | David Collier              | États-Unis                      | Professeur, université de Californie à Berkeley                                       |
| 2015  | Yoshihiro Francis Fukuyama | États-Unis                      | Professeur, université Stanford                                                       |
| 2016  | Jon Elster                 | Norvège                         | Professeur, université Columbia                                                       |
| 2017  | Amartya Kumar Sen          | Inde                            | Professeur, université Harvard                                                        |
| 2018  | Jane Mansbridge (en)       | États-Unis                      | Professeure, université Harvard                                                       |
| 2019  | Margaret Levi              | États-Unis                      | Professeure, université Stanford                                                      |
| 2020  | Peter J. Katzenstein       | Allemagne États-Unis            | Professeur, université Cornell                                                        |
| 2021  | David D. Laitin            | États-Unis                      | Professeur, université Stanford                                                       |
| 2022  | Robert E. Goodin           | Australie États-Unis            | Professeur émérite, université nationale australienne                                 |
| 2023  | Alexander Wendt            | États-Unis                      | Professeur, université d’État de l’Ohio                                               |
| 2023  | Martha Finnemore           | États-Unis                      | Professeure, université George-Washington                                             |
| 2024  | Jürgen Habermas            | Allemagne                       |                                                                                       |
| 2025  | Herbert Kitschelt          | États-Unis                      | Professeur, université Duke                                                           |